# Barrage de Khoda Afarin
Le barrage de Khoda Afarin est un barrage poids hydroélectrique située sur la rivière Araxe à la frontière entre l'Azerbaïdjan et l'Iran, en amont du barrage de Qiz Qalasi. Le barrage est situé dans une zone qui était sous le contrôle de la République du Haut-Karabagh durant sa construction en 1999, avant d'être reconquit par l'Azerbaïdjan le 18 octobre 2020.